# Chandler Hoffman
Jon Chandler Hoffman (Birmingham, 17 augustus 1990) is een Amerikaans voetballer die bij voorkeur als aanvaller speelt. Hij verruilde in 2015 Los Angeles Galaxy voor Houston Dynamo. 

## Clubcarrière
Hoffman werd als dertiende gekozen door Philadelphia Union in de MLS SuperDraft 2012. Op 31 maart 2012 maakte hij tegen Vancouver Whitecaps zijn debuut. Op 20 en 21 april werd hij voor twee wedstrijden uitgeleend aan Harrisburg City Islanders. Op 1 maart 2013 tekende hij bij Los Angeles Galaxy. In 2014 speelde Hoffman zijn wedstrijden veelal bij LA Galaxy II. Daar kende hij met veertien doelpunten in negentien wedstrijden een goed seizoen. Op 18 december 2014 werd Hoffman door Houston Dynamo gekozen in de tweede ronde van de MLS Re-Entry Draft 2014.